# Last Night (film, 2010)
Pour les articles homonymes, voir Last Night.
Pour plus de détails, voir Fiche technique et Distribution.
Last Night ou La nuit dernière au Québec est un franco-américain et la première réalisation de Massy Tadjedin, scénariste, entre autres, de The Jacket.
En raison de la faillite de Miramax, la société devant le distribuer, son exploitation a été bloquée pendant plus d'un an.
Présenté en première mondiale le 18 septembre 2010 au Festival international du film de Toronto et en compétition officielle le 28 octobre 2010 lors du Festival international du film de Rome, le film n'est sorti sur les écrans belges et français que le 16 février 2011 et aux États-Unis le 6 mai 2011.

## Synopsis
Michael et Joanna, sont deux citoyens new-yorkais ; ils se sont rencontrés à l'université et sont mariés depuis trois ans. Au cours d'un dîner, Joanna se rend compte que son époux n'est pas insensible aux charmes de Laura, sa ravissante et nouvelle collègue, avec qui il a récemment effectué un voyage d'affaires à Los Angeles et qu'il retrouve le lendemain matin pour se rendre, cette fois-ci, à Philadelphie. Durant l'absence de Michael, Joanna rencontre un ancien amant français, Alex, qui cherche à la revoir. Ils décident de passer la soirée ensemble. Son mari fait de même avec sa collègue.

## Fiche technique
- Titre original : Last Night
- Titre québécois : La nuit dernière
- Réalisation : Massy Tadjedin
- Scénario : Massy Tadjedin
- Décors : Tim Grimes (création), Robert Covelman (plateau)
- Costumes : Ann Roth
- Direction de la photographie : Peter Deming
- Montage : Susan E. Morse
- Musique : Clint Mansell
- Production : Nick Wechsler, Renee Baltsen, Massy Tadjedin, Christophe Riandée
- Société de production : Gaumont, Nick Wechsler Productions
- Distribution : Gaumont (pour la France)
- Pays de production :  États-Unis,  France
- Langue originale : anglais
- Genre : comédie romantique
- Format : couleur • 35 mm • 2,35:1 • Dolby Digital
- Durée: 93 minutes
- Dates de sortie :
  - Canada : 18 septembre 2010 (Festival de Toronto), 20 mai 2011 (sortie limitée)
  - Italie : 28 octobre 2010 (Festival de Rome), 5 novembre 2011 (sortie nationale)
  - Belgique et France : 16 février 2011
  - États-Unis : 25 avril 2011 (Festival Tribeca), 6 mai 2011 (sortie limitée)
- Classification : États-Unis : R

## Distribution
- Sam Worthington (VF : Adrien Antoine) : Michael Reed
- Keira Knightley (VF : Mélodie Orru) : Joanna Reed
- Eva Mendes (VF : Elsa Lepoivre) : Laura
- Guillaume Canet (VF : lui-même) : Alex Mann
- Griffin Dunne (VF : Michel Vuillermoz) : Truman
- Anson Mount : Neal
- Daniel Eric Gold (VF : Guillaume de Tonquédec) : Andy
- Stephanie Romanov (VF : Jeanne Savary) : Sandra
- Scott Adsit (VF : Emmanuel Quatra) : Stuart

Source et légende : version française (VF) sur le site d’AlterEgo (la société de doublage)